# 塔水镇
塔水镇，是中华人民共和国四川省绵阳市安州区下辖的一个乡镇级行政单位。2019年12月，撤销清泉镇和宝林镇，将其所属行政区域划归塔水镇管辖，塔水镇人民政府驻华兴街57号。

## 行政区划
塔水镇下辖以下地区：
龙安社区、云塔社区、蚕丝村、油房村、联盟村、开禧村、安塘村、高观村、龙桥村、七里村、双堰村、柑子村、青安村、团结村、浮萍村、神泉村、白庵村、双林村、白塔村、三泉村、春林村、裕丰村、明星村、新征村、幸福村、正觉村、峨嵋村和金竹村。